# Albania en el Festival de la Canción de Eurovisión 2021
Albania participó en el LXV Festival de la Canción de Eurovisión, celebrado en Róterdam, Países Bajos del 18 al 22 de mayo del 2021, tras la victoria de Duncan Laurence con la canción «Arcade». La Radio Televizioni Shqiptar (RTSH), radiodifusora encargada de la participación albanesa dentro del festival, se encargó de organizar el tradicional Festivali i Këngës como final nacional del país. Tras la realización de dos rondas semifinales, en la que concursaron 26 canciones, se realizó la final el 23 de diciembre de 2020 donde fue elegido de manera sorpresiva, el tema «Karma», interpretado por la artista Anxhela Peristeri y compuesta por Kledi Bahiti y Olti Curri, venciendo a la máxima favorita Inis Neziri.
Tras clasificarse en 10° lugar de la semifinal 2 con 112 puntos, Albania finalizó en 21.ª posición con una sumatoria de 57 puntos: 22 del jurado profesional, que la posicionó en el lugar 20 y 35 del televoto, en el que finalizó en el lugar 16.

## Historia de Albania en el Festival
Albania es uno de los últimos países de Europa del Este que recientemente se han unido al festival, debutando en 2004. Desde entonces el país ha concursado en 16 ocasiones, siendo su mejor resultado la 5.ª posición obtenida por la albano-kosovar Rona Nishliu en 2012 con el tema «Suus». Previamente el mejor resultado albanés fue en el año de su debut con Anjeza Shahini y el tema «The Image of You» que se colocó en 7° lugar. Albania se ha clasificado en 9 ocasiones de 16 en la gran final. 
La representante para la edición cancelada de 2020 era la ganadora del Festivali i Këngës de ese año, Arilena Ara con la balada «Fall from the sky», versión en inglés del tema «Shaj». En 2019, la ganadora del Festivali i Kënges 57, Jonida Maliqi finalizó en 17.ª posición con 90 puntos en la gran final, con el tema «Ktheju Tokës».

## Representante para Eurovisión

### Festivali i Këngës 59
El Festivali i Kënges 2020, fue la 59° edición del prestigioso festival albanés. Albania confirmó su participación en el Festival de Eurovisión 2021 en julio de 2020. Albania mantuvo su método tradicional utilizado para seleccionar a su representante en Eurovisión, con el cual el ganador del Festivali i Këngës es seleccionado directamente para participar también en el Festival de Eurovisión. La competencia tuvo lugar del 21 al 23 de diciembre de 2020, con la participación de 26 intérpretes.
La final del festival, tuvo lugar el 23 de diciembre, con la realización de una única ronda de votación. Los 18 finalistas interpretaron sus canciones, siendo sometidos a votación, compuesta por un panel de un jurado profesional compuesto por 7 jurados: Andri Xhahu, Kastriot Çaushi, Prec Zogaj, Rame Lahaj, Robert Radoja, Vasil Tole y Zana Shuteriqi. La votación del jurado no fue pública, siendo anunciados solamente los tres primeros lugares. Anxhela Peristeri con el tema «Karma» fue declarada ganadora del festival, con lo cual se convirtió en la 17.ª representante albanesa en el festival eurovisivo.
| N.º | Artista           | Canción                 | Lugar |
| --- | ----------------- | ----------------------- | ----- |
| 1   | Sardi Strugaj     | «Kam me t'ba me kajt»   | 2     |
| 2   | Xhesika Polo      | «Më mbron»              |       |
| 3   | Orgesa Zaimi      | «Valixhja e kujtimeve»  |       |
| 4   | Wendi Mancaku     | «Vesi i shpirtit tim»   |       |
| 5   | Era Rusi          | «Zjarri im»             |       |
| 6   | Gjergj Kaçinari   | «Më jep jetë»           |       |
| 7   | Rosela Gjylbegu   | «Vashëzo»               |       |
| 8   | Devis Xherahu     | «Peng»                  |       |
| 9   | Mirud             | «Nëse vdes»             |       |
| 10  | Gigliola Haveriku | «E lirë»                |       |
| 11  | Viktor Tahiraj    | «Nënë»                  |       |
| 12  | Kamela Islamaj    | «Kujtimet s'kanë formë» |       |
| 13  | Florent Abrashi   | «Vajzë»                 |       |
| 14  | Inis Neziri       | «Pendesë»               |       |
| 15  | Evi Reçi          | «Tjerr»                 |       |
| 16  | Anxhela Peristeri | «Karma»                 | 1     |
| 17  | Festina Mejzini   | «Kush je ti dashuri»    | 3     |
| 18  | Kastro Zizo       | «Vallja e jetës»        |       |

## En Eurovisión
De acuerdo a las reglas del festival, todos los concursantes inician desde las semifinales, a excepción del anfitrión (en este caso, Países Bajos) y el Big Five compuesto por Alemania, España, Francia, Italia y Reino Unido. La producción del festival decidió respetar el sorteo ya realizado para la edición cancelada de 2020 por lo que se determinó que el país, tendría que participar en la segunda semifinal. En este mismo sorteo, se determinó que participaría en la segunda mitad de la semifinal (posiciones 10-17). Semanas después, ya conocidos los artistas y sus respectivas canciones participantes, la producción del programa dio a conocer el orden de actuación, determinando que Albania participara en la decimoprimera posición, precedida por Georgia y seguida de Portugal.
Los comentarios para Albania corrieron por parte de Andri Xhahu, tanto para televisión como para radio. El mismo Andri fungió como portavoz de la votación del jurado profesional albano.

### Semifinal 2
Anxhela Peristeri tomó parte de los primeros ensayos los días 11 y 14 de mayo, así como de los ensayos generales con vestuario de la segunda semifinal los días 19 y 20 de mayo. El ensayo general de la tarde del 19 fue tomado en cuenta por los jurados profesionales para emitir sus votos, que representan el 50% de los puntos. Albania se presentó en la posición 11, detrás de Portugal y por delante de Georgia. La actuación albanesa fue dirigida por Sacha Jean Baptiste. La actuación mantuvo a Anxhela sola en el escenario usando un vestido corto plateado con la iluminación del recinto en color rojo. En la pantalla LED detrás de Anxhela se proyectaban efectos de humo de colores rojo y verde en momentos puntuales de la actuación, y en el estribillo final, un cielo lleno de nubles blancas con la iluminación en el mismo color.
Al final del show, Albania fue anunciada como uno de los 10 países finalistas. Los resultados revelados una vez terminado el festival, posicionaron a la artista albanesa en 10° lugar con 112 puntos. En el desglose de la votación, Albania obtuvo la 8.ª posición del jurado profesional con 74 puntos, y obteniendo la 11.ª posición del televoto con 38 puntos.

### Final
Durante la rueda de prensa de los ganadores de la segunda semifinal, se realizó el sorteo en el que se decidió en que mitad participaría cada finalista. Albania fue sorteada para participar en la primera mitad de la final (posiciones 1-13). El orden de actuación revelado durante la madrugada del viernes 21 de mayo, en el que se decidió que Albania debía actuar en la posición 2 por delante de Israel y detrás de Chipre.
Durante la votación final, Albania se colocó en 20.ª posición del jurado profesional con 22 puntos, incluyendo la máxima puntuación del jurado de Malta. Posteriormente, se reveló su votación del público: un 16° lugar con 35 puntos. La sumatoria total colocaría a Albania en el lugar 21 con 57 puntos. De esta forma, Albania obtendría su peor resultado histórico en una gran final.

### Votación

#### Puntuación otorgada a Albania

##### Semifinal 2
| Jurado                                  | Jurado                 | Jurado                | Jurado                                      | Jurado                          |
| 12 puntos                               | 10 puntos              | 8 puntos              | 7 puntos                                    | 6 puntos                        |
| --------------------------------------- | ---------------------- | --------------------- | ------------------------------------------- | ------------------------------- |
|                                         | - Dinamarca            | - Portugal            | - San Marino                                | - Grecia - Polonia              |
| 5 puntos                                | 4 puntos               | 3 puntos              | 2 puntos                                    | 1 punto                         |
| - Islandia - Letonia - Moldavia - Suiza | - Bulgaria - Finlandia | - Austria             | - España - Estonia                          | - República Checa - Reino Unido |
| Televoto                                |                        |                       |                                             |                                 |
| 12 puntos                               | 10 puntos              | 8 puntos              | 7 puntos                                    | 6 puntos                        |
|                                         | - Grecia               | - Suiza               |                                             |                                 |
| 5 puntos                                | 4 puntos               | 3 puntos              | 2 puntos                                    | 1 punto                         |
|                                         | - Bulgaria             | - Finlandia - Francia | - Austria - Georgia - Moldavia - San Marino | - Portugal - Serbia             |

##### Final
| Jurado    | Jurado                         | Jurado   | Jurado           | Jurado                |
| 12 puntos | 10 puntos                      | 8 puntos | 7 puntos         | 6 puntos              |
| --------- | ------------------------------ | -------- | ---------------- | --------------------- |
| - Malta   |                                |          | - Dinamarca      | - Macedonia del Norte |
| 5 puntos  | 4 puntos                       | 3 puntos | 2 puntos         | 1 punto               |
|           |                                |          | - San Marino     | - Países Bajos        |
| Televoto  |                                |          |                  |                       |
| 12 puntos | 10 puntos                      | 8 puntos | 7 puntos         | 6 puntos              |
|           | - Italia - Macedonia del Norte |          | - Grecia - Suiza |                       |
| 5 puntos  | 4 puntos                       | 3 puntos | 2 puntos         | 1 punto               |
|           |                                |          |                  | - Croacia             |

#### Puntuación otorgada por Albania
| Puntos    | Jurado     | Televoto   |
| --------- | ---------- | ---------- |
| 12 puntos | Suiza      | Suiza      |
| 10 puntos | Grecia     | Grecia     |
| 8 puntos  | San Marino | Bulgaria   |
| 7 puntos  | Austria    | San Marino |
| 6 puntos  | Finlandia  | Portugal   |
| 5 puntos  | Serbia     | Finlandia  |
| 4 puntos  | Islandia   | Serbia     |
| 3 puntos  | Moldavia   | Austria    |
| 2 puntos  | Bulgaria   | Dinamarca  |
| 1 punto   | Portugal   | Islandia   |

| Puntos    | Jurado     | Televoto  |
| --------- | ---------- | --------- |
| 12 puntos | Suiza      | Suiza     |
| 10 puntos | Francia    | Italia    |
| 8 puntos  | Malta      | Grecia    |
| 7 puntos  | Chipre     | Moldavia  |
| 6 puntos  | Grecia     | Francia   |
| 5 puntos  | San Marino | Bulgaria  |
| 4 puntos  | Italia     | Ucrania   |
| 3 puntos  | Finlandia  | Finlandia |
| 2 puntos  | Azerbaiyán | Chipre    |
| 1 punto   | Serbia     | Suecia    |

##### Desglose
El jurado albanés estuvo compuesto por:
- Aurel Thellimi
- Kastriot Tusha
- Kejsi Tola
- Rozana Radi
- Sokol Marsi

| Semifinal 2 | Semifinal 2     | Semifinal 2                | Semifinal 2                | Semifinal 2                | Semifinal 2                | Semifinal 2                | Semifinal 2                | Semifinal 2                | Semifinal 2                | Semifinal 2                |
| N.º         | País            | Jurado                     | Jurado                     | Jurado                     | Jurado                     | Jurado                     | Jurado                     | Jurado                     | Televoto                   | Televoto                   |
| N.º         | País            | Jurado A                   | Jurado B                   | Jurado C                   | Jurado D                   | Jurado E                   | Ranking                    | Puntos                     | Ranking                    | Puntos                     |
| ----------- | --------------- | -------------------------- | -------------------------- | -------------------------- | -------------------------- | -------------------------- | -------------------------- | -------------------------- | -------------------------- | -------------------------- |
| 01          | San Marino      | 3                          | 4                          | 3                          | 5                          | 2                          | 3                          | 8                          | 4                          | 7                          |
| 02          | Estonia         | 8                          | 16                         | 14                         | 15                         | 12                         | 12                         |                            | 15                         |                            |
| 03          | República Checa | 16                         | 11                         | 15                         | 11                         | 14                         | 13                         |                            | 11                         |                            |
| 04          | Grecia          | 2                          | 3                          | 2                          | 4                          | 4                          | 2                          | 10                         | 2                          | 10                         |
| 05          | Austria         | 9                          | 5                          | 10                         | 2                          | 3                          | 4                          | 7                          | 8                          | 3                          |
| 06          | Polonia         | 15                         | 15                         | 13                         | 12                         | 15                         | 15                         |                            | 14                         |                            |
| 07          | Moldavia        | 5                          | 9                          | 5                          | 13                         | 6                          | 8                          | 3                          | 16                         |                            |
| 08          | Islandia        | 6                          | 8                          | 4                          | 8                          | 8                          | 7                          | 4                          | 10                         | 1                          |
| 09          | Serbia          | 7                          | 6                          | 7                          | 7                          | 5                          | 6                          | 5                          | 7                          | 4                          |
| 10          | Georgia         | 12                         | 13                         | 12                         | 16                         | 13                         | 14                         |                            | 12                         |                            |
| 11          | Albania         | -------------------------- | -------------------------- | -------------------------- | -------------------------- | -------------------------- | -------------------------- | -------------------------- | -------------------------- | -------------------------- |
| 12          | Portugal        | 11                         | 7                          | 8                          | 10                         | 9                          | 10                         | 1                          | 5                          | 6                          |
| 13          | Bulgaria        | 4                          | 14                         | 6                          | 9                          | 11                         | 9                          | 2                          | 3                          | 8                          |
| 14          | Finlandia       | 13                         | 2                          | 9                          | 3                          | 7                          | 5                          | 6                          | 6                          | 5                          |
| 15          | Letonia         | 10                         | 10                         | 11                         | 6                          | 10                         | 11                         |                            | 13                         |                            |
| 16          | Suiza           | 1                          | 1                          | 1                          | 1                          | 1                          | 1                          | 12                         | 1                          | 12                         |
| 17          | Dinamarca       | 14                         | 12                         | 16                         | 14                         | 16                         | 16                         |                            | 9                          | 2                          |

| Final | Final        | Final                      | Final                      | Final                      | Final                      | Final                      | Final                      | Final                      | Final                      | Final                      |
| N.º   | País         | Jurado                     | Jurado                     | Jurado                     | Jurado                     | Jurado                     | Jurado                     | Jurado                     | Televoto                   | Televoto                   |
| N.º   | País         | Jurado A                   | Jurado B                   | Jurado C                   | Jurado D                   | Jurado E                   | Ranking                    | Puntos                     | Ranking                    | Puntos                     |
| ----- | ------------ | -------------------------- | -------------------------- | -------------------------- | -------------------------- | -------------------------- | -------------------------- | -------------------------- | -------------------------- | -------------------------- |
| 01    | Chipre       | 3                          | 5                          | 4                          | 8                          | 6                          | 4                          | 7                          | 9                          | 2                          |
| 02    | Albania      | -------------------------- | -------------------------- | -------------------------- | -------------------------- | -------------------------- | -------------------------- | -------------------------- | -------------------------- | -------------------------- |
| 03    | Israel       | 13                         | 7                          | 9                          | 16                         | 12                         | 12                         |                            | 22                         |                            |
| 04    | Bélgica      | 23                         | 22                         | 19                         | 25                         | 21                         | 25                         |                            | 25                         |                            |
| 05    | Rusia        | 15                         | 14                         | 18                         | 13                         | 13                         | 14                         |                            | 17                         |                            |
| 06    | Malta        | 7                          | 3                          | 2                          | 3                          | 4                          | 3                          | 8                          | 12                         |                            |
| 07    | Portugal     | 21                         | 12                         | 20                         | 15                         | 17                         | 18                         |                            | 23                         |                            |
| 08    | Serbia       | 11                         | 11                         | 17                         | 6                          | 7                          | 10                         | 1                          | 16                         |                            |
| 09    | Reino Unido  | 24                         | 17                         | 22                         | 24                         | 14                         | 24                         |                            | 20                         |                            |
| 10    | Grecia       | 4                          | 10                         | 5                          | 4                          | 9                          | 5                          | 6                          | 3                          | 8                          |
| 11    | Suiza        | 1                          | 2                          | 1                          | 1                          | 1                          | 1                          | 12                         | 1                          | 12                         |
| 12    | Islandia     | 8                          | 13                         | 10                         | 11                         | 11                         | 11                         |                            | 21                         |                            |
| 13    | España       | 12                         | 21                         | 16                         | 18                         | 19                         | 19                         |                            | 18                         |                            |
| 14    | Moldavia     | 25                         | 24                         | 11                         | 20                         | 23                         | 20                         |                            | 4                          | 7                          |
| 15    | Alemania     | 18                         | 15                         | 12                         | 10                         | 22                         | 13                         |                            | 15                         |                            |
| 16    | Finlandia    | 6                          | 9                          | 7                          | 12                         | 10                         | 8                          | 3                          | 8                          | 3                          |
| 17    | Bulgaria     | 22                         | 25                         | 8                          | 21                         | 24                         | 17                         |                            | 6                          | 5                          |
| 18    | Lituania     | 9                          | 18                         | 15                         | 22                         | 20                         | 16                         |                            | 13                         |                            |
| 19    | Ucrania      | 20                         | 16                         | 25                         | 17                         | 15                         | 21                         |                            | 7                          | 4                          |
| 20    | Francia      | 2                          | 1                          | 3                          | 2                          | 2                          | 2                          | 10                         | 5                          | 6                          |
| 21    | Azerbaiyán   | 14                         | 6                          | 23                         | 5                          | 8                          | 9                          | 2                          | 14                         |                            |
| 22    | Noruega      | 19                         | 20                         | 13                         | 23                         | 25                         | 23                         |                            | 19                         |                            |
| 23    | Países Bajos | 17                         | 23                         | 24                         | 14                         | 18                         | 22                         |                            | 24                         |                            |
| 24    | Italia       | 16                         | 4                          | 21                         | 7                          | 3                          | 7                          | 4                          | 2                          | 10                         |
| 25    | Suecia       | 10                         | 19                         | 14                         | 19                         | 16                         | 15                         |                            | 10                         | 1                          |
| 26    | San Marino   | 5                          | 8                          | 6                          | 9                          | 5                          | 6                          | 5                          | 11                         |                            |